# Itália: recordações
Itália: recordações da autoria de Luís Jardim, ilustrações de Rafael Bordalo Pinheiro, foi publicado em Lisboa, no ano de 1884, com um total de 8 páginas. Pertence à rede de Bibliotecas municipais de Lisboa e é considerado uma "raridade bibliográfica".